# Declieuxia humilis
Declieuxia humilis là một loài thực vật có hoa trong họ Thiến thảo. Loài này được (Müll.Arg.) J.H.Kirkbr. mô tả khoa học đầu tiên năm 1976.